# Torzijska opruga
Torzijska opruga je obično ravna opruga i u obliku okrugloga štapa upetoga na krajevima. Ravne torzijske opruge upotrebljavaju se kao prigušivači torzijskih vibracija (na primjer zglobna vratila na motornim vozilima), za mjerenje sile pritezanja kod momentnih ključeva, elastičnih spojki i slično.
Osim takvih ravnih ili šipkastih torzijskih opruga, sve su ostale metalne opruge opterećene na uvijanje (torziju) ustvari zavojne opruge. Za razliku od zavojnih opruga opterećenih na savijanje, koje su cilindričnog oblika, u zavojne torzijske opruge spadaju opruge stožastog i paraboličnog oblika. One se dalje dijele s obzirom na sile koje djeluju u smjeru osi na tlačne i vlačne, i s obzirom na presjek žice od koje su napravljene. 
Kao najvažnije među njima najviše se upotrebljavaju cilindrične opruge s kružnim, cilindrične opruge s pravokutnim presjekom i stožaste opruge. Zbog naročitih svojstava, u posebnu skupinu su izdvojene još i zavojne opruge od žica upredenih oko jezgre. Ravne ili šipkaste opruge opterećene na uvijanje strojni dijelovi su kod kojih opruženje nastaje uvijanjem njihovog srednjeg otanjenog dijela kružnog presjeka. Materijal za izradu tih opruga je kaljen i popušten čelik. Takve opruge se upotrebljavaju u torzijskim dinamometrima, u elastičnim spojkama, i vrlo rijetko u gradnji automobila.

## Ravna torzijska opruga
Ravne šipkaste (okrugle) torzijske opruge upotrebljavaju se kao prigušivači torzijskih vibracija (na primjer zglobna vratila na motornim vozilima), za mjerenje sila pritezanja kod momentnih ključeva, elastičnih spojki i slično. One djeluju opružno zakretanjem stanjenog struka opruge. Kod krajeva s trokutastim ozubljenjem moguće je premještanje od zuba do zuba.
Zbog zareznog djelovanja na mjestima učvršćenja krajevi opruge su pojačani, a prijelaz na struk pažljivo je zaobljen. Naknadno valjanje struka (sačmarenje pomoću čeličnih kuglica) ili fino brušenje povisuje dinamičku izdržljivost. Čvrstoća materijala se kreće i do 1 500 N/mm2.

### Proračun ravnih torzijskih opruga
Djelovanje momenta torzije Mt = F∙r pri uvijanju (torziji) tih opruga prikazano je na slici. Taj je moment konstantan po čitavoj dužini opruge L, a prema tome pri konstantnom presjeku štapa (opruge) maksimalno torzijsko naprezanje τt ostaje duž čitave dužine opruge konstantno. 
Na temelju jednadžbe:
{\displaystyle \tau _{t}={\frac {M_{t}}{W_{p}}}}
gdje je:
{\displaystyle W_{p}={\frac {\pi \cdot d^{3}}{16}}\approx 0,2\cdot d^{3}}
za kružni presjek, dobije se za naprezanje tih opruga izraz:
{\displaystyle \tau _{t}={\frac {F\cdot r}{0,2\cdot d^{3}}}\leq \tau _{t\,dop}}
Veličine dopuštenog naprezanja potrebne za kontrolu po ovoj jednadžbi nalaze se u tablicama priručnika prikazane za određeni materijal u zavisnosti od vrste opterećenja, obrade površine i od promjera opruge. Pod opterećenjem momenta Mt = F∙r točka A na izvodnici štapa dođe u položaj A', a prema tome slobodni kraj opruge zaokrene se za odgovarajući kut φ, što i predstavlja njezinu deformaciju, koja u lučnoj mjeri iznosi:
{\displaystyle \phi ={\frac {M_{t}\cdot L}{I_{p}\cdot G}}={\frac {W_{p}\cdot \tau _{t}\cdot L}{I_{p}\cdot G}}}
gdje su: Wp i Ip – odgovarajući polarni momenti otpora, odnosno tromosti, G – modul klizanja materijala, a značenje ostalih simbola već je spomenuto. Iz tih jednadžbi i prije spomenutih definicija za krutost ovih opruga slijede izrazi:
za krutost opruge:
{\displaystyle c={\frac {I_{p}\cdot G}{L}}}
i za mehanički rad:
{\displaystyle W={\frac {\pi \cdot d^{2}}{16}}\cdot {\frac {L\cdot \tau _{t}^{2}}{G}}={\frac {M_{t}\cdot \phi }{2}}}
Prema tome karakteristika opruge je pravac.

## Torzijska vaga
Torzijska vaga je vaga kojom se iznos neke sile određuje putem zakretnoga momenta torzije (uvijanje) napete niti (konstruirao Charles-Augustin de Coulomb, 1777.). Sastoji se od okomite, na jednom kraju učvršćene metalne niti, na drugom kraju koje je obješena transverzalna šipka kao kod torzijskoga njihala. Za male zakrete šipke sila je razmjerna (proporcionalna) kutu uvijanja ili torzije. Tom je vagom Coulomb 1785. eksperimentalno utvrdio zakon privlačenja električnih naboja (Coulombov zakon), a nešto kasnije (1798.) je Henry Cavendish sličnom vagom vlastite konstrukcije odredio gravitacijsku konstantu. 